# Lista över ledamöter av Sveriges ståndsriksdag 1668
Ledamöter av Sveriges ståndsriksdag 1668.

## Borgarståndet (påbörjad)
| Riksdagsledamot        | Yrke                        | Valkrets           | Anmärkningar |
| ---------------------- | --------------------------- | ------------------ | ------------ |
| Olof Thegner           | Borgmästare                 | Stockholms stad    |              |
| Jochim Pötter          | Rådman                      | Stockholms stad    |              |
| Daniel Caméen          | Rådman                      | Stockholms stad    |              |
| A. Olderman            | Borgare                     | Stockholms stad    |              |
| Olof Håkansson         | Borgare                     | Stockholms stad    |              |
| Samuel Kaddou          | Borgmästare                 | Uppsala stad       |              |
| Eric Matsson           | Borgmästare                 | Norrköpings stad   |              |
| Per Joensson           | Rådman                      | Norrköpings stad   |              |
| Abraham van Eijck      | Borgmästare och president   | Göteborgs stad     |              |
| David Amian            | Borgare                     | Göteborgs stad     |              |
| Bartholomeus Ment      | Borgmästare                 | Landskrona stad    |              |
| Daniel Faxelius        | Borgmästare                 | Malmö stad         |              |
| Hans Mechelburgh       | Rådman                      | Malmö stad         |              |
| Peter Häll             | Borgmästare                 | Kalmar stad        |              |
| Fredrich Sivert        | Borgare                     | Kalmar stad        |              |
| Johan Schefer          | Borgmästare                 | Åbo                |              |
| Johan Olofsson         | Rådman                      | Åbo                |              |
| Hindrich Menschewer    | Borgmästare                 | Viborgs stad       |              |
| Hans Schmidt           | Rådman                      | Viborgs stad       |              |
| Olof Snach             | Rådman                      | Nyköpings stad     |              |
| Daniel Pettersson      | Borgare                     | Nyköpings stad     |              |
| Laurentius Lindebom    | Borgmästare                 | Västerviks stad    |              |
| Olof Larsson           | Rådman                      | Gävle stad         |              |
| Olof Jönsson           | Borgare                     | Visby stad         |              |
| Anders Bengtsson       | Borgmästare                 | Falu stad          |              |
| Christopher Hansson    | Borgare                     | Falu stad          |              |
| Jöran Palm             | Borgmästare                 | Halmstads stad     |              |
| Anders Olofsson        | Borgmästare                 | Kristianstads stad |              |
| Berndt Olofsson        | Borgare                     | Kristianstads stad |              |
| Bengt Pihl             | Borgmästare                 | Helsingborgs stad  |              |
| Sten Mauritzsson       | Rådman                      | Helsingborgs stad  |              |
| Johan Skenningh        | Borgmästare                 | Ronneby stad       |              |
| Jacob Ellers           | Borgare                     | Ronneby stad       |              |
| Nils Palm              | Borgmästare                 | Ystads stad        |              |
| Joachim Wesper         | Rådman                      | Marstrands stad    |              |
| Söfrin Söfrinsson      | Borgare                     | Marstrands stad    |              |
|                        |                             | Varbergs stad      |              |
| Michel Zachrisson      | Borgmästare                 | Helsingfors stad   |              |
| Carl Printz            | Borgmästare                 | Västerås stad      |              |
| Helge Andersson        | Borgare                     | Västerås stad      |              |
| Lars Esajasson         | Borgmästare                 | Arboga stad        |              |
| Robert Petre den äldre | Rådman                      | Arboga stad        |              |
| Thomas Klerck          | Borgmästare                 | Örebro stad        |              |
| Ingebrecht Reben       | Rådman och notarie          | Örebro stad        |              |
| Isaac Tenellius        | Borgmästare                 | Jönköpings stad    |              |
| Nils Larsson           | Rådman                      | Linköpings stad    |              |
| Remer Sewenbomb        | Rådman                      | Köpings stad       |              |
| Jören Mårtensson Qwast | Borgmästare                 | Hudiksvalls stad   |              |
| Jacobus Wilstadius     | Borgmästare                 | Vasa               |              |
| Anders Gumundsson      | Rådman och notarie          | Lidköpings stad    |              |
| Niels Larsson          | Borgmästare                 | Mariestads stad    |              |
| Johan Olofsson Walneus | Rådman och notarie          | Karlstads stad     |              |
| Niels Nielsson         | Rådman                      | Linköpings stad    |              |
| Isac Berghut           | Borgmästare                 | Strängnäs stad     |              |
| Joen Eriksson          | Rådman                      | Härnösands stad    |              |
| Anders Jöransson       | Borgmästare                 | Uleåborg           |              |
| Björn Bengtsson        | Rådman                      | Torshälla stad     |              |
| Johan Vindruva         | Borgmästare                 | Borås stad         |              |
| Torsten Börjesson      | Rådman                      | Borås stad         |              |
| Claudius Cloth         | Borgmästare                 | Vänersborgs stad   |              |
| Daniel Björck          | Borgmästare                 | Enköpings stad     |              |
| Per Arvidsson          | Rådman                      | Sala stad          |              |
| Rasmus Axelsson        | Rådman                      | Sigtuna stad       |              |
| Anders Andersson       | Borgmästare                 | Öregrunds stad     |              |
| Erik Mårtensson        | Rådman                      | Norrtälje stad     |              |
| Per Eriksson           | Rådman                      | Hedemora stad      |              |
| Anders Stensson        | Borgmästare                 | Lindesberg         |              |
| Olof Byrilsson         | Rådman                      | Nora stad          |              |
| Michel Bengtsson       | Borgmästare                 | Askersunds stad    |              |
| Lars Andersson         | Borgmästare                 | Skara stad         |              |
| Hans Joensson          | Rådman och notarie          | Växjö stad         |              |
| Lars Svensson          | Rådman                      | Bogesunds stad     |              |
| Lars Svensson          | Borgare och notarie         | Bogesunds stad     |              |
| Per Nielsson           | Rådman                      | Söderköpings stad  |              |
| Måns Enerooth          | Borgare                     | Söderköpings stad  |              |
| Jochim Sachtleben      | Borgare                     | Söderköpings stad  |              |
| Gabriel Hacke          | Borgmästare                 | Skänninge stad     |              |
| Per Nilsson            | Rådman                      | Södertälje stad    |              |
| Peder Bengtsson        | Borgare                     | Eksjö stad         |              |
| Sven Persson           | Borgmästare                 | Vadstena stad      |              |
| Cordt Madzson          | Rådman                      | Hjo stad           |              |
| Niels Larsson          | Borgmästare                 | Skövde stad        |              |
| Eksil Grelsson         | Rådman                      | Björneborg         |              |
| Nils Erichsson         | Borgare                     | Raumo              |              |
| Peder Johansson        | Borgmästare                 | Torneå             |              |
| Mathis Andersson       | Rådman                      | Kristinehamns stad |              |
| Jonas Persson          | Rådman                      | Sundsvalls stad    |              |
| Carl Larsson           | Borgmästare                 | Söderhamns stad    |              |
| Johan Plagman          | Borgmästare                 | Borgå stad         |              |
| Hindrich Klawensich    | Borgmästare                 | Nykarleby stad     |              |
| Daniel Swart           | Borgmästare                 | Gamlakarleby       |              |
| Anders Gerdtsson       | Borgmästare                 | Umeå stad          |              |
| David Persson          | Borgmästare                 | Piteå stad         |              |
| Peder Johansson        | Borgmästare                 | Luleå stad         |              |
| Anders Erichsson       | Borgmästare                 | Nystad             |              |
|                        |                             | Ekenäs             |              |
| Per Hansson            | Rådman                      | Filipstads stad    |              |
| Jacob Månsson          | Borgmästare                 | Falköpings stad    |              |
| Ingmar Persson         | Rådman                      | Alingsås stad      |              |
| Hans Jöransson         | Rådman                      | Vimmerby stad      |              |
| Erich Danielsson       | Borgmästare                 | Trosa stad         |              |
| Hans Persson           | Borgmästare                 | Östhammars stad    |              |
| Olof Andersson         | Rådman                      | Åmåls stad         |              |
| Thomas Thomassson      | Borgare                     | Säters stad        |              |
|                        |                             | Mariefreds stad    |              |
| Johan Hansson          | Borgmästare                 | Kristinestad       |              |
| Simon Larsson          | Borgare                     | Nådendal           |              |
| Erich Tawast           | Borgare                     | Jakobstad          |              |
| Jacob Abrahamsson      | Rådman                      | Veckelax           |              |
| Jacob Erichsson Wildh  | Borgare                     | Veckelax           |              |
| Lars Jöransson         | Rådman                      | Willmanstrand      |              |
| Sven Gabrielsson       | Rådman                      | Tavastehus         |              |
| Benjamin Palumbus      | Rådman och stadssekreterare | Lunden             |              |